# SŽD-Baureihe Т
Die Dampfloks der SŽD-Baureihe Т waren Versuchslokomotiven mit der erhöhten Achslast von 23 t, die 1931 von den nordamerikanischen Werken ALCO (Ta) und Baldwin (Tb) zu je fünf Exemplaren gefertigt wurden und ungefähr bis 1956 im Einsatz standen. Man kann sie als Entwicklungsträger und Vorläufer der ab 1931 in größerer Stückzahl erschienenen SŽD-Baureihe ФД bezeichnen.

## Historie

### Vorbedingung zum Erscheinen der Dampflok
Um 1930 kam es zu einem großen Anwachsen des Güterverkehrs bei den Eisenbahnen der ehemaligen UdSSR. Die Dampflokserie Э, die damals die dominierende Güterzuglokomotive in der UdSSR war, konnte diesen Bedarf an schwereren und schnelleren Güterzügen mit ihrer Reibungsmasse von 80 t und ihrer Geschwindigkeit nicht mehr abdecken. Dadurch entstand der Bedarf an kräftigeren, schnelleren und leistungsfähigeren Dampflokomotiven.
Verschiedene Expertengruppen des Ministeriums der Eisenbahn (NKPS) erarbeiteten zu der Zeit verschiedene Lösungsansätze zur Bewältigung dieses Problems. Eine Gruppe bot an, für die Vergrößerung der Reibungsmasse der Lokomotiven die Zahl der gekuppelten Achsen auf sieben bis acht zu erhöhen. Dadurch konnte der Achsdruck von 20 t erhalten werden, wodurch es nicht zu einer Verstärkung des Oberbaues kommen musste. Prototypen für Lokomotiven dieser Richtung waren die SŽD-Baureihe АА 20, die einzige Dampflok der Welt mit sieben gekuppelten Achsen in einem festen Rahmen sowie die SŽD-Baureihe Я mit acht angetriebenen Achsen nach der Bauart Garratt. Beide Prototypen blieben Einzelstücke, weil für ihren Betrieb zum einen die Gebäude und Drehscheiben in den Depots wesentlich vergrößert werden mussten. Außerdem bereitete der Einrahmenlok die Einfahrt in die Gleisbögen große Schwierigkeiten.
Eine andere Expertengruppe bot Lokomotiven mit fünf gekuppelten Achsen bei einer Erhöhung des Achsdruckes auf 23 t (später 27 t) an. Angenommen, dass diese Lokomotiven auf Schienen des Profiles IIa (Last pro Meter 38,4 kg) verkehren sollten, musste die Bettung des Oberbaues auf Schotterbettung umgestellt werden und die Anzahl der Schwellen vergrößert werden. Leiten ließen sich diese Experten von Erfahrungen aus Nordamerika, wo Dampfloks mit einem Achsdruck bis 32 t betrieben wurden.

### Projektierung und Herstellung der Dampfloks
Schon zum Anfang des Versuches der Realisierung des Projektes stießen die Konstrukteure auf eine schwere Aufgabe – nicht eines der sowjetischen Dampflokwerke besaß Erfahrungen bei dem Bau von Dampflokomotiven mit einem Achsdruck größer als 18 t. Das größte Hindernis bei der Entwicklung bereitete hier der Rahmen. Vorläufige Berechnungen zeigten, dass ein Blechrahmen, der zu der Zeit bei allen Dampfloks der damaligen UdSSR verwendet wurde, diesen Achsdruck nicht standhalten konnte. Das verlangte den Übergang auf Rahmen mit Barrenkonstruktion, welcher damals bei den Eisenbahnen Nordamerikas weit verbreitet war. In der damaligen UdSSR waren die Erfahrungen mit diesem Rahmentyp nicht vorhanden. Es wurde entschieden, eine Kleinserie von Versuchslokomotiven bei amerikanischen Firmen zu bestellen, und nach deren Erprobung sollte eine analoge Fertigung von Lokomotiven gleicher Dimensionierung in Form der SŽD-Baureihe ФД erfolgen. Eine ähnliche Situation wiederholte sich später bei dem Bau von Elektrolokomotiven in Form der Reihe C als Prototyp bzw. der Reihe СС als Nachbau bzw. bei dem Bau von Diesellokomotiven in Form der SŽD-Baureihe Да als Prototyp bzw. der SŽD-Baureihe ТЭ1 als Nachbau.
Im Jahr 1930 bestellte das Ministerium der Eisenbahn (NKPS) bei den amerikanischen Firmen ALCO (Ta) und Baldwin (Tb) jeweils fünf Dampflokomotiven mit einem Achsdruck von 23 t. Im Oktober 1931 kamen die bestellten Dampfloks Ta mit den Nummern 10.000 – 10.004 und Tb (Nummern 10.005 – 10.009) im Dampflok-Ausbesserungswerk Leningrad an.

## Konstruktion der Dampfloks

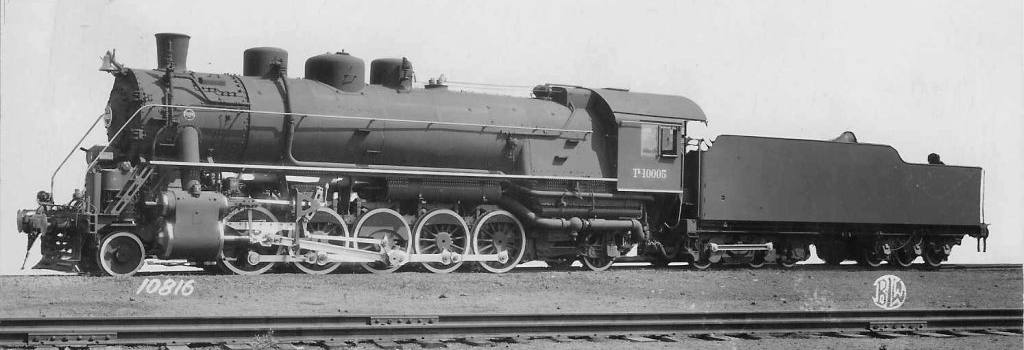
Dampflokomotive T^{b}

Die Dampfloks besaßen einen Barrenrahmen mit Trägern aus Vanadium-Stahl mit einer Stärke von 140 mm. Die Treibräder besaßen einen Durchmesser von 1520 mm und waren als Speichenräder ausgeführt. Unterschiede zwischen beiden Herstellungsvarianten der Lokomotiven ergaben sich aus der Achsfolge; die Ta besaß zwei nachlaufende Achsen, die Tb nur eine. Da beide Konstruktionen den gleichen Achsdruck hatten, ergab sich das unterschiedliche Gesamtgewicht größtenteils aus der unterschiedlichen Zahl der Rauch- bzw. Heizrohre. Die Feuerbüchse der Dampflok war ein radialer Typ, der Kessel war ausgerüstet mit einem Überhitzer der Bauart Elesko E. Vor der Rauchkammer der Ta war ein Oberflächenvorwärmer angeordnet, bei der Tb fehlte dieser. Bei dem Tender war ein Booster eingerichtet. Außerdem besaß er eine mechanische Rostbeschickung nach dem System Standard-Stoker.
Die Konstruktionsgeschwindigkeit der Dampflok betrug 85 km/h.

## Schicksal der Dampfloks
1931 erhielt die damalige Stalin-Eisenbahn beide Dampflokomotivkonstruktionen. Im Zuge ihrer Überprüfung wurde eine Zugkraft von 240 – 250 kN (und mit eingeschlossenem Booster 300 kN) ermittelt. Da der Achsdruck bei den Lokomotiven bis zu 12 % höher war als der zulässige Wert, kam es trotz ihrer enormen Zugkraft zu keiner großen Akzeptanz in dem Betriebsdienst. Vielleicht lag es auch daran, dass insgesamt nur zehn Lokomotiven gefertigt wurden, während die in großer Stückzahl gefertigte SŽD-Baureihe ФД etwas freizügiger eingesetzt werden konnte. Daher wurden die Lokomotiven nach und nach von dem Zugdienst entfernt. Anfang 1956 zählten sie noch zu dem Lokomotivpark.